# Semlin (gmina Zblewo)
Semlin – wieś Kociewska w Polsce położona w województwie pomorskim, w powiecie starogardzkim, w gminie Zblewo, na Pojezierzu Starogardzkim.
W latach 1975−1998 miejscowość administracyjnie należała do województwa gdańskiego.

## Ludność
Według Narodowego Spisu Powszechnego Ludności i Mieszkań z 2021 roku liczba ludności we wsi Semlin to 487 z czego 47,2% mieszkańców stanowią kobiety, a 52,8% ludności to mężczyźni. Miejscowość zamieszkuje 4,0% mieszkańców gminy. 
63,2% mieszkańców wsi Semlin jest w wieku produkcyjnym, 21,8% w wieku przedprodukcyjnym, a 15,0% mieszkańców jest w wieku poprodukcyjnym. Na 100 osób w wieku produkcyjnym przypada we wsi Semlin 58,1 osób w wieku nieprodukcyjnym.